# 2016 SHIN HYE SUNG CONCERT "WEEKLY DELIGHT"
2016 SHIN HYE SUNG CONCERT "WEEKLY DELIGHT"은 신화의 멤버 신혜성의 열한 번째 콘서트 투어이다.

## 투어 일정
| 일정            | 도시 | 국가     | 장소                   |
| --------------- | ---- | -------- | ---------------------- |
| 2016년 2월 20일 | 서울 | 대한민국 | 블루스퀘어 삼성카드 홀 |
| 2016년 2월 21일 | 서울 | 대한민국 | 블루스퀘어 삼성카드 홀 |
| 2016년 2월 27일 | 서울 | 대한민국 | 블루스퀘어 삼성카드 홀 |
| 2016년 2월 28일 | 서울 | 대한민국 | 블루스퀘어 삼성카드 홀 |
| 2016년 3월 5일  | 서울 | 대한민국 | 블루스퀘어 삼성카드 홀 |
| 2016년 3월 6일  | 서울 | 대한민국 | 블루스퀘어 삼성카드 홀 |
| 2016년 3월 12일 | 서울 | 대한민국 | 블루스퀘어 삼성카드 홀 |
| 2016년 3월 13일 | 서울 | 대한민국 | 블루스퀘어 삼성카드 홀 |
| 2016년 8월 13일 | 상해 | 중국     | 상해 국제 체조중심     |
| 2016년 9월 10일 | 남경 | 중국     | 남경 태양궁 극장       |

## 세트 리스트
- Opening Prelude Show -
- Beautiful Girl
- 피터팬의 세레나데
- Love Actually

- Ment -
- 첫사람_Once Again Ver.
- EX-MIND_Once Again Ver.

- Ment -
- 생각해봐요
- 돌아와줘

※ 그 여자 작사, 그 남자 노래 ※

- 거울
- 이별을 꿈꾸다
- 한 걸음을 더

※ Guest Stage ※

- Ment -

- VCR #1 -

- Ment -
- 사랑해
- 끝이야
- 같은 생각

- Ment -
- 로코 드라마
- 그땐 그랬지[3]
- 오늘 같은 밤[4]
- 별을 따다

- Ment -
- 거짓말 거짓말 거짓말[5]
- 그대라서

- Encore -
- 예쁜 아가씨

## 그 여자 작사, 그 남자 노래
공연 주차 별로 홈페이지에서 제시된 곡을 자신의 이야기로 개사한 내용을 채택하여 신혜성이 직접 부르는 코너이다.
| 일정            | 곡          | 수록 앨범                               |
| --------------- | ----------- | --------------------------------------- |
| 2016년 2월 20일 | 중심        | 신혜성 2집 "The Beginning, New Days..." |
| 2016년 2월 21일 | 중심        | 신혜성 2집 "The Beginning, New Days..." |
| 2016년 2월 27일 | 몰래 카메라 | 신혜성 1집 "五.月.之.戀 (오월지련)"     |
| 2016년 2월 28일 | 몰래 카메라 | 신혜성 1집 "五.月.之.戀 (오월지련)"     |
| 2016년 3월 5일  | 아는 남자   | 신화 11집 "The Classic"                 |
| 2016년 3월 6일  | 아는 남자   | 신화 11집 "The Classic"                 |
| 2016년 3월 12일 | 째깍째깍    | 신혜성 4집 "THE ROAD NOT TAKEN"         |
| 2016년 3월 13일 | 째깍째깍    | 신혜성 4집 "THE ROAD NOT TAKEN"         |

## 기타
- 2월 21일 차 공연에 게스트로 출연한 가수 김장훈이 공연 중 신혜성의 엉덩이를 만지거나 신혜성이 댄 물통의 빨대에 그대로 입을 대고 마시는 등의 무례한 공연 태도로 인해 팬들의 눈살을 찌푸리게 했다.[6]

## 요일별 게스트
| 일정            | 게스트       |
| --------------- | ------------ |
| 2016년 2월 20일 | 규현         |
| 2016년 2월 21일 | 김장훈       |
| 2016년 2월 27일 | 제시         |
| 2016년 2월 28일 | -            |
| 2016년 3월 5일  | 김동완       |
| 2016년 3월 6일  | 앤디         |
| 2016년 3월 12일 | 배기성       |
| 2016년 3월 13일 | 임헌일, 전진 |